# Hildesheimer Kalender
Der Hildesheimer Kalender ist laut seinem Untertitel das „Jahrbuch für Geschichte und Kultur“. Das seit 2004/2005 im Gerstenberg Verlag in Hildesheim erscheinende Blatt zur Heimatkunde wird inhaltlich mit seinem Vorläufer-Titel umrissen, dem Hildesheimer Heimat-Kalender. Kalender für Familie und Haus. Jahrbuch für Kunst und Wissenschaft im Hildesheimer Land.